# Heydər-Əliyev-Orden
Der Heydər-Əliyev-Orden (aserbaidschanisch: “Heydər Əliyev” ordeni) ist der höchste Orden der Republik Aserbaidschan. Gestiftet wurde er am 22. April 2005 vom Präsidenten der Republik Aserbaidschan İlham Əliyev und der Nationalversammlung der Republik Aserbaidschan und ersetzte den İstiqlal-Orden als höchsten Orden Aserbaidschans.

## Geschichte
Nach dem Tod des Präsidenten der Republik Aserbaidschan Heydər Əliyev am 12. Dezember 2003 schlug sein Sohn und neuer Präsident der Republik Aserbaidschan İlham Əliyev der Nationalversammlung der Republik Aserbaidschan mit dem Dekret Nr. 38 vom 10. März 2004 Über die Aufrechterhaltung der Erinnerung an den nationalen Führer der aserbaidschanischen Bevölkerung Heydər Əliyev (Azərbaycan xalqının ümummilli lideri Heydər Əlirza oğlu Əliyevin xatirəsinin əbədiləşdirilməsi haqqında) unter anderem die Stiftung eines Heydər-Əliyev-Ordens vor.
Mit dem Gesetz Nr. 896-IIQ vom 22. April 2005 Über die Einrichtung des Heydər-Əliyev-Ordens (“Heydər Əliyev” ordeninin təsis edilməsi haqqında) wurde der Orden gestiftet. Zum ersten Mal wurde der Orden am 28. April 2005 an İlham Əliyev durch den Vorsitzenden des Verfassungsgerichts Fərhad Abdullayev verliehen, ansonsten ist die Verleihung dem Präsidenten der Republik Aserbaidschan vorbehalten. Die letzte Verleihung an den italienischen Staatspräsidenten Sergio Mattarella war am 18. Juli 2018.

## Verleihungskriterien
Die Verleihungskriterien sind im Gesetz Nr. 896-IIQ vom 22. April 2005 in den Paragraphen 1 bis 3 festgelegt:
1. Der Heydər-Əliyev-Orden wird den Bürgern der Republik Aserbaidschan in folgenden Fällen verliehen:
  1. für außergewöhnliche Dienste, die zu Aserbaidschans Wohlstand, Pracht und Ruhm beitragen;
  2. für den Mut und die Tapferkeit in der Verteidigung des Vaterlandes und der Staatsinteressen Aserbaidschans gezeigt werden.
2. Der Heydər-Əliyev-Orden wird dem Präsidenten der Republik Aserbaidschan nach seinem Status verliehen.
3. Der Heydər-Əliyev-Orden wird für Ausländer in folgenden Fällen verliehen:
  1. Für herausragende Dienste für die Republik Aserbaidschan;
  2. Für herausragende Dienste bei der Umsetzung der aserbaidschanischen Idee, der Stärkung der Solidarität der Aserbaidschaner in der ganzen Welt;
  3. Für herausragende Dienste bei der Gründung und Entwicklung der politischen, wirtschaftlichen, wissenschaftlichen und kulturellen Beziehungen zwischen der Republik Aserbaidschan und anderen Staaten.

## Ordensträger

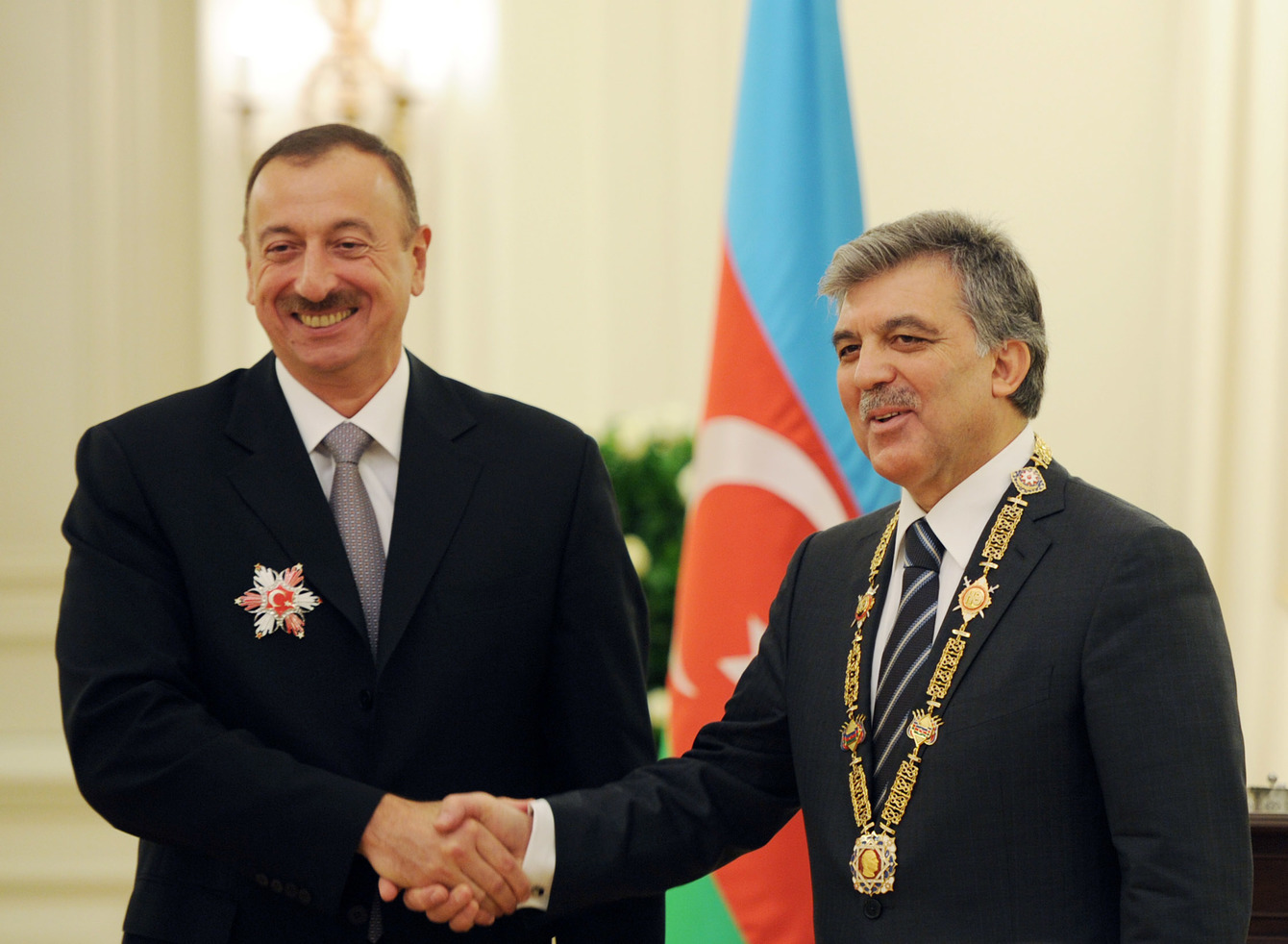
Verleihung an den türkischen Präsidenten Abdullah Gül (2013)

1. İlham Əliyev, Präsident der Republik Aserbaidschan, am 28. April 2005[3]
2. İhsan Doğramacı, Professor und Doktor der Medizin, für den Auf- und Ausbau der wissenschaftlichen und kulturellen Beziehungen zwischen der Republik Türkei und der Republik Aserbaidschan, am 29. April 2005[4]
3. Jacques Chirac, Präsident der Französischen Republik, für seinen besonderen Beitrag zur Entwicklung der Freundschaft und der Zusammenarbeit zwischen Frankreich und der Republik Aserbaidschan, am 29. Januar 2007[5]
4. Mstislaw Leopoldowitsch Rostropowitsch, Cellist, für den großen Beitrag zu Aserbaidschans internationalen kulturellen Beziehungen und der Entwicklung der Musikkunst, am 27. März 2007[6]
5. Wiktor Juschtschenko, Präsident der Ukraine, für seinen besonderen Beitrag zur Entwicklung der Freundschaft und Zusammenarbeit zwischen der Ukraine und der Republik Aserbaidschan, am 21. Mai 2008[7]
6. Tahir Salahov, Künstler, für seine außergewöhnlichen Verdienste in der Entwicklung der aserbaidschanischen Kultur, am 27. November 2008[8]
7. Sabah al-Ahmad al-Dschabir as-Sabah, Emir von Kuwait, für seinen besonderen Beitrag zur Entwicklung der Freundschaft und der Zusammenarbeit zwischen dem Emirat Kuwait und der Republik Aserbaidschan, am 9. Februar 2009[9]

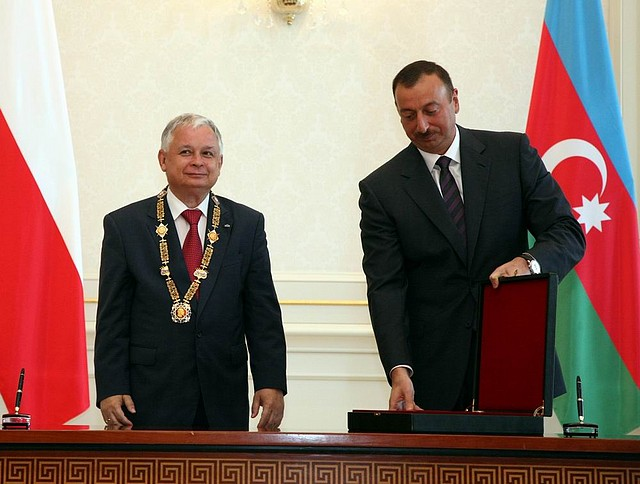
Verleihung an den polnischen Präsidenten Lech Kaczyński (2009)

8. Verleihung an den polnischen Präsidenten Lech Kaczyński (2009)  Lech Kaczyński, Präsident der Polnischen Republik, für seinen besonderen Beitrag zur Entwicklung der Freundschaft und der Zusammenarbeit zwischen der Republik Polen und der Republik Aserbaidschan, am 30. Juni 2009[10]
9. Valdis Zatlers, Präsident Lettlands, für besondere Verdienste in der Entwicklung der Freundschaft und Zusammenarbeit zwischen der Republik Lettland und der Republik Aserbaidschan, am 10. August 2009[11]
10. Traian Băsescu, Präsident Rumäniens, für seinen besonderen Beitrag zur Entwicklung der freundschaftlichen Beziehungen zwischen Rumänien und Aserbaidschan, am 18. April 2011[12]
11. Georgi Parwanow, Präsident der Republik Bulgarien, für seinen besonderen Beitrag zur Entwicklung der Freundschaft und der Zusammenarbeit zwischen der Republik Bulgarien und der Republik Aserbaidschan, am 14. November 2011[13]
12. Emomalij Rahmon, Präsident Tadschikistans, für besondere Verdienste bei der Entwicklung der Freundschaft und Zusammenarbeit zwischen der Republik Tadschikistan und der Republik Aserbaidschan, am 11. Juli 2012[14]
13. Arif Məlikov, Komponist, für seine außergewöhnlichen Verdienste in der Entwicklung der aserbaidschanischen Kultur, am 13. September 2013[15]
14. Verleihung an den türkischen Präsidenten Abdullah Gül (2013)  Abdullah Gül, Präsident der Republik Türkei, für den besonderen Beitrag zur Entwicklung der freundschaftlichen und kooperativen Beziehungen zwischen der Republik Türkei und der Republik Aserbaidschan, am 11. November 2013[16]
15. Wiktor Janukowytsch, Präsident der Ukraine, für besondere Dienste in der Entwicklung der Freundschaft und Zusammenarbeit zwischen der Ukraine und der Republik Aserbaidschan, am 17. November 2013[17]
16. Recep Tayyip Erdoğan, Prsiden der Republik Türkei, für den besonderen Beitrag zur Stärkung und Entwicklung der Freundschaft und Brüderlichkeit zwischen der Republik Türkei und der Republik Aserbaidschan, am 2. September 2014[18]
17. Mehriban Əliyeva, First Lady der Republik Aserbaidschan, für die fruchtbare Aktivität in der Entwicklung von Kultur, Bildung, Gesundheit und Sport in der Republik Aserbaidschan, die internationale Förderung des kulturellen Erbes der aserbaidschanischen Bevölkerung und den großen Beitrag zur Organisation der Ersten Europäischen Spiele, am 29. Juni 2015[19]
18. Aljaksandr Lukaschenka, Präsident der Republik Belarus, für den besonderen Beitrag zur Entwicklung der Freundschaft und Zusammenarbeit zwischen der Republik Belarus und der Republik Aserbaidschan, am 28. November 2016[20]
19. Zeynəb Xanlarova, Sänger, für besondere Verdienste in der Entwicklung der aserbaidschanischen Kultur, am 26. Dezember 2016[21]
20. Nursultan Nasarbajew, Präsident der Republik Kasachstan, für den besonderen Beitrag zur Entwicklung der Freundschaft und Zusammenarbeit zwischen der Republik Kasachstan und der Republik Aserbaidschan, am 3. April 2017[22]

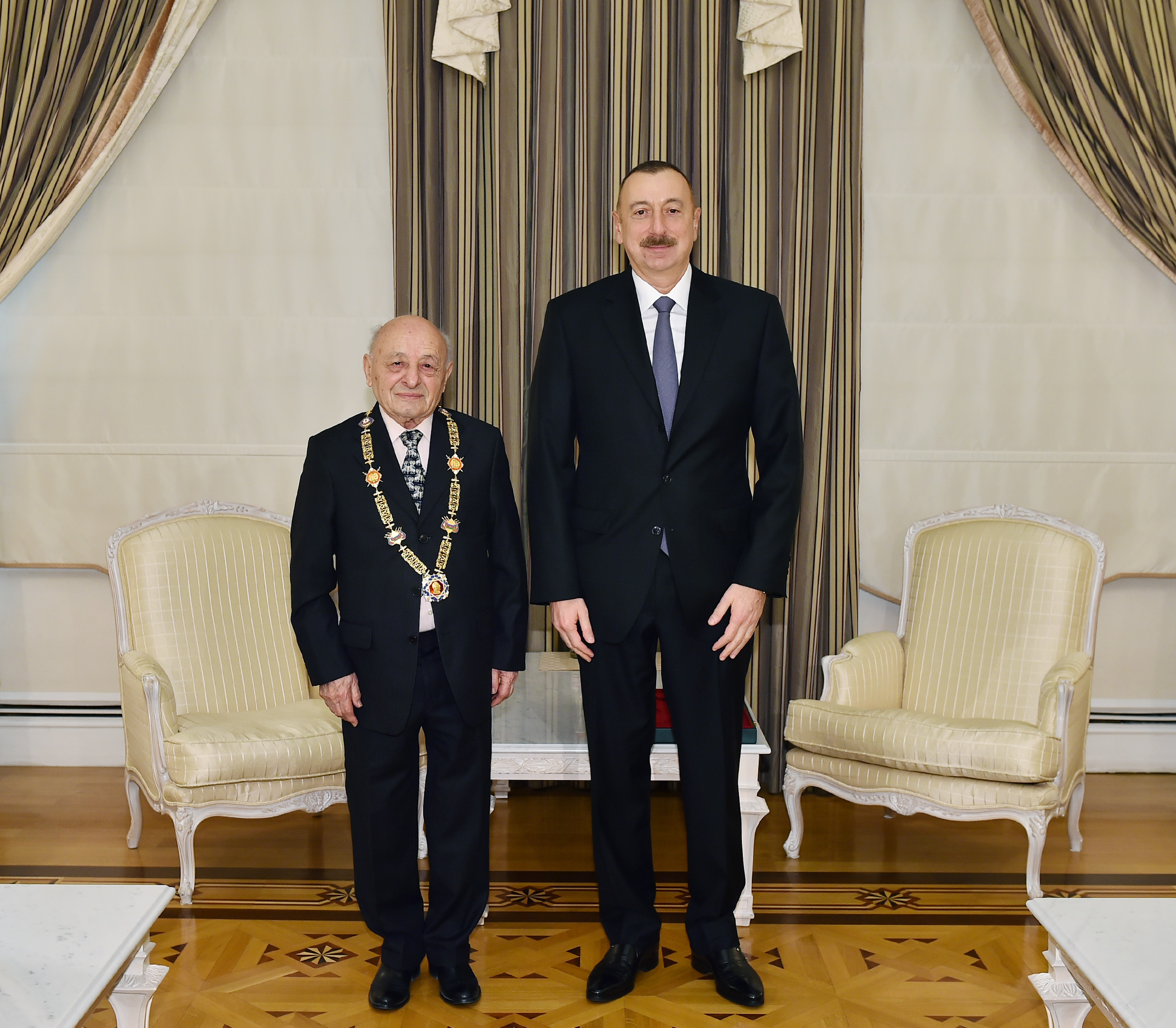
Verleihung an den aserbaidschanischen Bildhauer Ömər Eldarov (2017)

21. Verleihung an den aserbaidschanischen Bildhauer Ömər Eldarov (2017)  Ömər Eldarov, Bildhauer, für besondere Verdienste in der Entwicklung der aserbaidschanischen Kultur, am 19. Dezember 2017[23]
22. Sergio Mattarella, Präsident der Italienischen Republik, für den besonderen Beitrag zur Entwicklung der Freundschaft und Zusammenarbeit zwischen der Italienischen Republik und der Republik Aserbaidschan, am 18. Juli 2018[24]